# 알프레도 힐

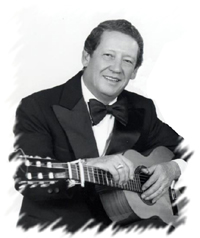

알프레도 힐(Alfredo Gil, 본명은 Alfredo Bojalil Gil, 1915년 8월 5일 ~ 1999년 10월 10일)은 멕시코의 가수, 작사가 겸 기타 연주자이다.

## 생애
1934년 멕시코에서 솔로 가수 첫 데뷔하였고 1944년 이후 미국에서 멕시코 시민권자 신분을 유지하며 트리오 로스 판초스의 일원으로 활동하였다.

## 같이 보기
- 레이 카니프
- 냇 킹 콜